# Lozi

Bandera de los lozi.

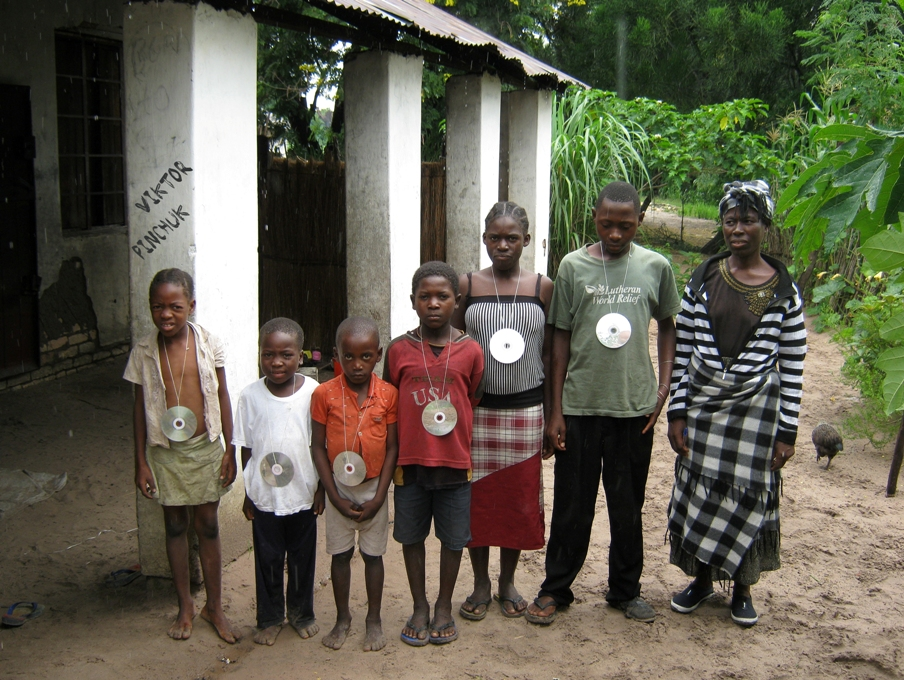
Lozi, Zambia

Los lozi, malozi o barotse, antes conocidos como aluyi, son un grupo de veinticinco pueblos pertenecientes a seis grupos culturales que conforman un pueblo que vive en el oeste de Zambia, en el territorio antes conocido como Barotselandia.
Hablan lozi y son predominantemente cristianos, aunque algunos todavía profesan su religión tradicional, la cual, centrada en el culto a un dios superior, desarrolló en su interior un culto al rey. La agricultura lozi, concentrada en la llanura anegada del río Kafue, fue el sistema más complejo e intensivo en el África precolonial. También se ocuparon en la pesca, la cría de ganado y en el comercio.
El sistema de descendencia era bilateral, pero solo el clan y el linaje real fueron de alguna importancia. La derrota impuesta por el rey de los lozi a los pueblos vecinos - que habitaban las zonas próximas al río Kafue - dio lugar al surgimiento de un imperio centralizado. El rey se aseguró la lealtad de sus oficiales repartiendo entre ellos concesiones de tierra.
El desarrollo de una burocracia real es una peculiaridad de los lozi. Consistía en tres tipos de funcionarios: los miembros de la corte, que realizaban rituales religiosos y supervisaban los tributos recibidos de los pueblos sometidos; los gobernadores territoriales, que servían como jueces, y los oficiales responsables de los pueblos tributarios y de reclutamiento para el ejército.
En la mital del siglo XVIII los lozi conquistaron a los subiya, lovale, ilá, totela, toka, mbunda y kwangwa. En la mitad del siglo XIX los lozi fueron temporalmente conquistados por los kololo en 1838, pero la monarquía fue restaurada en 1864.
En el siglo XX muchos lozi asistieron a las escuelas abiertas por los europeos y se volvieron empleados en la administración colonial. La mayoría, sin embargo, continuó trabajando en el cinturón de cobre. Hacia el fin del periodo colonial, los lozi lucharon por mantener un estatuto aparte para su pueblo. Solicitaron a los ingleses un estado independiente en 1961, pero les fue denegado. En 1969, el gobierno zambiano reconoció los derechos tradicionales de los lozi dentro de su país.

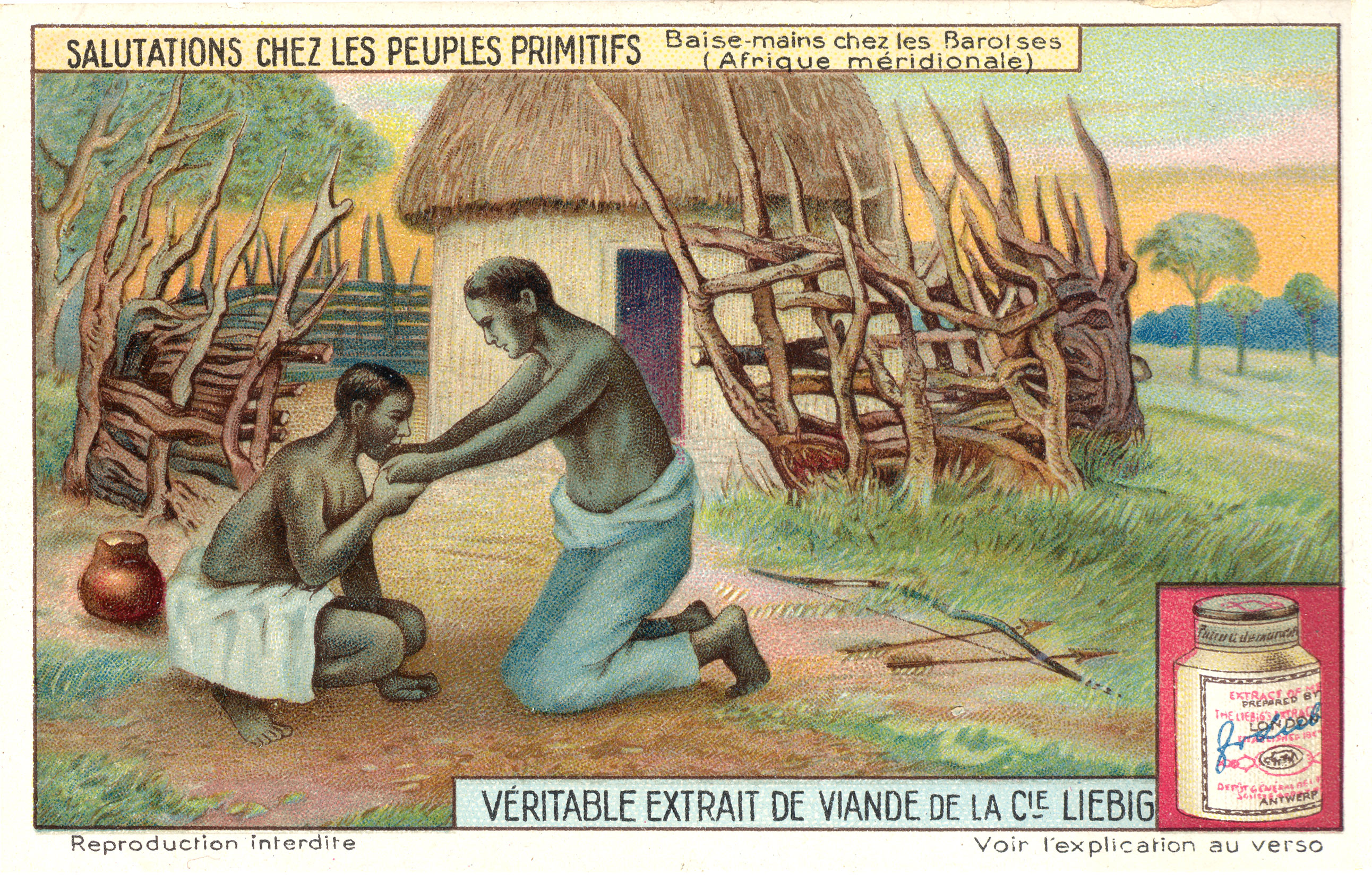
Besamanos lozi.